# Egzistencija
Egzistencija u filozofiji znači postojanje, opstojnost. «Što postoji?», «što znači postojati?», «što znači biti?» temeljna su pitanja zapadnjačko-europske metafizike (ontologije), a «egzistencija» je jedan od njezinih temeljnih pojmova. Egzistencija je tubitak (u razlici spram tako-bitka, bîti, esencije); ona je načelo ozbiljenja bîti. U egzistencijalnoj filozofiji egzistencija je način ispunjenja ljudske opstojnosti.

## Značenja glagolabiti
Frege i Russell razlikuju četiri osnovna značenja glagola biti:
- egzistencijalno značenje: Sokrat jest. (Sokrat postoji.)
- značenje identiteta (jednakosti): 2+2 je 4 (2+2=4)
- predikativno (kopulativno) značenje: Sokrat je mudar.
- inkluzivno značenje: Čovjek je životinja.

Tomu se mogu pridodati i druga značenja, primjerice:
- veridičko značenje: Danas je nedjelja. (Istinito je da je danas nedjelja.)

Različite upotrebe glagola biti ukazuju na njegova različita i na zajednički nazivnik nesvodiva značenja. 
Iskaz “Sokrat jest” ne smije se shvatiti jednostavno kao “Sokrat je stvaran”, čak ni kada bismo tako samo htjeli isključiti Sokrata iz skupine imaginarnih, mitskih ili fiktivnih bića. Naime, u tom bismo ga slučaju ujedno označili i kao “ne-neegzistentnog”, i s pravom bi se nametnulo pitanje kada i kako bi se uopće o Sokratu moglo reći da je neegzistentan tj. da (nikada i nikako) ne postoji. Drugim riječima, o Sokratu se ništa niti ne može izreći – pa čak ni to da je on neegzistentan – prije nego što on već prethodno na neki način egzistira.
Analitički filozofi (ne svi, i ne samo oni) zastupaju poznatu tezu da “egzistencija nije predikat”, to jest “egzistencija nije (primarno) svojstvo”, to jest “'jest' ('postoji') nije (primarni) predikat”.

## Vanjske poveznice
- (engl.) Egzistencija (Stanford Encyclopedia of Philosophy)
- (engl.) Definicije pojma (Ontology. A Resource Guide for Philosophers by Raul Corazzon)